# Pekeldotje
Een pekeldotje is een linnen zakje met strooizout ter grootte van een tennisbal die vooral vroeger gebruikt werd om te voorkomen dat de wasem op de onverwarmde cabineruiten bij vorst van een voertuig zou bevriezen.
Het dotje werd onder meer gebruikt door trambestuurders, op de destijds onverwarmde wagens met open balkons, waarmee de wasem van de ruit kon worden voorbewerkt met pekel zodat werd voorkomen dat deze zou bevriezen. De bestuurder gebruikte dan een lap of een oude krant om de wasem voor de voorruit te vegen zodat de bestuurder zicht bleef houden. De dotjes moesten droog worden bewaard in het magazijn, omdat als ze op de wagen werden bewaard het zout zoveel vocht aantrok dat het dotje onbruikbaar werd. De bestuurders kregen daarom pas bij het uitrijden uit de remise een voldoende aantal dotjes mee. Bij winterweer moest het magazijn dan weer zorgen voor voldoende aanvulling. Bij regenweer werd het dotje niet gebruikt.
Bij de moderne voertuigen met verwarmde cabineruiten, waarbij als er al wasem aanwezig is deze niet kan bevriezen, wordt het dotje niet meer gebruikt.